# Qadma
| ֽ | Sof pasuq       |  | ֑   | Etnachta            |
| ֶ | Segol (Trope)   |  | ֓ ׀ | Schalschelet gedola |
| ֔ | Zaqef qaton     |  | ֕   | Zakef gadol         |
| ֗ | Rewia           |  | ֖   | Tipcha              |
| ֮ | Zarqa (Trope)   |  | ֙   | Paschta             |
| ֚ | Jetiw           |  | ֛   | Tewir               |
| ֜ | Geresch (Trope) |  |    | Gerschajim (Trope)  |
| ֡ | Pazer           |  | ֟   | Qarne para          |
| ֠ | Telischa gedola |  | ֣ ׀ | Munach Legarmeh     |

| ֣ | Munach           |  | ֤ | Mahpach         |
| ֥ | Mercha           |  | ֦ | Mercha kefula   |
| ֧ | Darga (Trope)    |  | ֨ | Qadma           |
| ֩ | Telischa qetanna |  | ֪ | Jerach ben jomo |
| ֖ | Majela (Trope)   |  |  |                 |

Qadma oder Kadma ◌֨ (aramäisch קַדְמָ֨א) auch Azla ist eine Trope in der jüdischen Liturgie und zählt zu den biblischen Satz-, Betonungs- und Kantillationszeichen Teamim, die im Tanach erscheinen.

## Begriffe
| Trope                                                                          |
| ------------------------------------------------------------------------------ |
| von altgriechisch τρόπος tropos über jiddisch טראָפּ trop dt.: Betonung, Melodie |

In der aschkenasischen Tradition wird die Trope „Kadma“, „Qadma“ oder „Kadmah“ (aramäisch: קַדְמָ֨א) genannt. In der sephardischen Tradition wird sie „Azla “ (aramäisch: אַזְלָ֨א) genannt. In der italienischen Tradition wird sie auch „Qadma“ (aramäisch: קַדְמָ֨א) genannt.

## Symbol
Qadma hat dasselbe Symbol wie Paschta. Beide werden allein durch die Position des Symbols unterschieden. Bei der Trope Qadma befindet sich das Betonungszeichen immer in der Mitte über dem ersten Buchstaben der betonten Silbe des Wortes. Bei der Trope Paschta jedoch erscheint das Betonungszeichen links über dem letzten Buchstaben des Wortes. Wenn das Wort mit Paschta nicht auf der letzten Silbe betont ist, erscheint ein zweites Paschta über dem ersten Buchstaben der betonten Silbe. Qadma kommt hingegen nie doppelt auf einem Wort vor.

## Grammatik
Qadma ist ein konjunktives Zeichen, das eine Verbindung anzeigt.

### Kombinationsmöglichkeiten
| Geresch | Qadma | Telischa qetanna | Munach |
| ------- | ----- | ---------------- | ------ |
| ◌֜       | ◌֨     | ◌֩                | ◌֣      |

Es gibt die Kombinationsmöglichkeit bestehend aus Geresch, Qadma, Telischa qetanna und Munach.
Jacobson illustriert dies an den Beispielen Genesis 12,5  וַיִּקַּ֣ח אַבְרָם֩ אֶת־שָׂרַ֨י אִשְׁתֹּ֜ו, 50,13  אֲשֶׁ֣ר קָנָה֩ אַבְרָהָ֨ם אֶת־הַשָּׂדֶ֜ה und 38,11  וַיֹּ֣אמֶר יְהוּדָה֩ לְתָמָ֨ר כַּלָּתֹ֜ו und Exodus 15,19  כִּ֣י בָא֩ ס֨וּס פַּרְעֹ֜ה und 27,18  אֹ֣רֶךְ הֶֽחָצֵר֩ מֵאָ֨ה בָֽאַמָּ֜ה.
Die allgemeine Bezeichnung ist gemäß Tabula accentuum Azla. Als Qadma wird das Symbol genau dann bezeichnet, wenn es von einem Geresch gefolgt wird.